# Четыре теории прессы
Четыре теории прессы (или нормативные теории массовых коммуникаций) — классическая работа американских социологов Ф. Сиберта, Т. Петерсона и У. Шрамма, созданная в 1956 году, в которой рассматриваются отношения между прессой и правительством при разных формах правления и в разный временной период. Данные теории фокусируются именно на том, «как СМИ могли бы функционировать, как им надо было функционировать, согласно определенным критериям, характерным для конкретного общества нормам и ценностям».

## История
Термин «нормативная теория» впервые был употреблён в США в разгар «холодной войны». Часто его ещё называют «восточной теорией массовой коммуникации».
Нормативные теории описывают как, в идеале, медиасистема должна контролироваться и использоваться государством, властями, политическими лидерами и обществом в целом. Данные теории не похожи на остальные, так как они «основываются не на эмпирических исследованиях», а на том, как должны вести себя медиа в идеальной ситуации. Нормативные теории больше исследуют взаимоотношения прессы и правительства, чем прессы и общества. Они сосредоточены на том, кто владеет медиа, а также кто его контролирует в стране. «Первой попыткой сравнительного описания теорий средств массовой информации стал труд Зиберта, Петерсона и Шрамма „Четыре теории прессы“, изданный в 1956 году». Небольшая книга была опубликована Университетом Иллинойс и переиздана большое количество раз (более 80 000 экземпляров) Более того, считается, что труд «четыре теории прессы» переведён на самое большое количество языков, чем любая другая книга, относящаяся к сфере журналистики и массовых коммуникаций. Работа «Четыре теории прессы» имела грандиозный успех на протяжении многих десятилетий, так как она заполнила разрыв между учёными и профессионалами в области журналистики. С развитием СМИ стало необходимым «чётко сформулировать роли и задачи средств массовой информации в обществе, и в том числе отношения прессы с политикой. Но в данной области, на тот момент, существовало очень мало работ, поэтому даже такое собрание сочинений смогло заполнить пустую нишу и стать классикой». Согласно заголовку, в книге рассматриваются четыре теории: авторитарная, либертарианская, социальная и советская. Данные теории появились, отвечая на вопрос: «Почему медиа существуют в таких различных формах и служат различным целям в каждой отдельной стране?». Авторы данных теорий начали свои рассуждения с тезиса, что «пресса постоянно принимает форму и окраску тех социальных и политических структур, в которых она осуществляет свою деятельность, в результате чего отношения отдельных лиц и учреждений могут регулироваться».

## Теории

### Авторитарная
Авторитарная теория описывает, что все формы массовой коммуникации находятся под контролем правительственной элиты или влиятельными бюрократами. «Им необходимо контролировать СМИ, чтобы защитить людей от национальных угроз через любые формы массовой коммуникации (информации или новостей).» Пресса в авторитарной системе является инструментом для повышения влияния правителя в стране, а не наоборот. Власти имеют все права на любые средства массовой информации и контролируют их с помощью использования налогов, экономических санкций, навязывания журналистам правил поведения и так далее.
Самая первая и старейшая авторитарная теория прессы подразумевает наличие жесткой цензуры и контроля государства за свободой печати. Суть ее в том, что пресса зависит от власти и политического курса в стране и является средством влияния на массы. Еще в XVI веке патенты на издательскую деятельность в Англии выдавались исключительно благонадежным гражданам, поддерживающим курс правительства. Аналогичная ситуация имела место в ХVII — XIX вв. во Франции, Германии, Швейцарии, России и других странах.
Сторонники авторитарной теории прессы оперировали необходимостью, с одной стороны, подчинения государству и режиму правительства, с другой, — необходимостью поддержки стабильности и порядка в стране.
- Авторитарная теория прессы подразделяется на два типа: феодально-монархический и религиозно-клерикальный. Первый тип успешно реализовывал себя в эпоху нового времени. К примеру, король Пруссии Фридрих II в 1749 г. установил жесткую цензуру, и «периодическая печать сделалась послушным орудием в руках короля». При его наследнике Фридрихе — Вильгельме II — «репрессии против печати усилены цензурным эдиктом от 19 декабря 1788 года»[6]. Нападки на прессу производил Наполеон, закрывая все неугодные ему издания, оставляя лишь те, которые были «послушны» ему. В России авторитарная теория прессы успешно реализовала себя при Николае I и Александре III. Авторитарные тенденции в отношении прессы действовали в СССР и сегодня продолжают действовать в ряде стран Арабского Востока, на Кубе, в КНДР и т. д. Вся пресса в этих странах автоматически подчиняется доктрине правительств, а поскольку оппозиции в этих государствах нет и не может быть, то не существует и той прессы, которая бы являлась отражением взглядов иной части населения. Религиозно-клерикальная журналистика, также зародилась в эпоху нового времени. В начале XXI века она господствует в странах исламского фундаментализма, где религия является средством подавления любого инакомыслия.[7] Так, к примеру, в Иране, Ираке, Пакистане и других странах запрещены все светские СМИ, которые противоречат шариатским нормам. Пресса используется исключительно для пропаганды религиозных идей, окрашенных стремлением подчинить себе население данных стран. Авторитарная теория прессы демонстрирует, что печать может быть полностью подконтрольной государству и служить орудием установления диктаторского режима. В настоящее время в странах Запада авторитарная журналистика практически изжила себя, но ее позиции сильны в странах с диктаторским режимом правления, в государствах с теократической моделью правления. Принципы авторитаризма рассматриваются как руководство к действию в условиях давления на СМИ. Наличие подконтрольной правительству ряда стран прессы свидетельствует об отсутствии свободы слова, отсутствии демократии и народовластия. Иные теории прессы в журналистике доказывают, что пресса и власть могут находить между собой разумный идеологический консенсус.

### Либертарианская теория
Либертарианская теория прессы, основана на философии либерализма, была принята в Англии, потом в США. Согласно этой теории, все СМИ должны находиться в частной собственности и конкурировать между собой на свободном рынке. В этой теории люди рациональны, и их рациональные мысли помогают им понять что хорошо, а что плохо. Либертарианская теория абсолютно противоположна авторитарной идее. Таким образом, чем меньше государство участвует в деятельности СМИ, тем лучше. Но данная теория допускает некоторые ограничения, например, защита репутации личности, распространение непристойных материалов.

### Социальная теория
В середине 20 века большинство развитых стран использовали данную теорию прессы, которая ассоциируется с «Комиссией по свободе прессы» в США в 1949 году. Эта теория представляет собой как бы следующий этап и развитие либертарианской теории. Социальная теория допускает свободную прессу без цензуры, но в то же время содержание прессы должно быть предметом общественного контроля. Массмедиа выполняют важные функции в обществе. Теперь новости следовало подавать в чистом виде, свободным от всяких оценок, которые можно выражать в редакционных комментариях. Практическое выражение теории социальной ответственности заключается в сводах правил и уставах для защиты редакционной и журналисткой свободы, кодексах журналистской этики, регулировании рекламы, антимонопольном законодательстве.

### Советская коммунистическая теория
Советская теория медиа описывает практику полного подчинения СМИ коммунистической партии в СССР. К руководству СМИ допускаются только преданные члены партии, запрещена критика задач партии. Все предприятия массовой информации находятся в общественной собственности, их предназначение — способствовать успеху и поддержанию социалистической системы. Если в социальной теории пресса несет ответственность перед собственной совестью, то при советской теории перед пролетариатом.

## Критика
Несмотря на то, что книга «четыре теории прессы» внесла невероятно важный вклад в изучение о свободе прессы, многие философы и ученые опровергнули теории Сиберта, Петерсона и Шрамма. Одним из них был американский ученый Джон Нерон, написавший книгу «Последний закон» 1995 года. В этой книге восемь представителей разных школ массовых коммуникаций критикуют влияние классической теории середины 1950-х годов. Авторы утверждают, что в книге «четыре теории прессы» говорится о мире, поглощённом холодной войной, которой уже не существует. В книге «Последний закон» Нерон утверждает, что «четыре теории не представляют четыре теории, а всего лишь являются четырьмя примерами одной теории», что данные теории устарели.